# Tablao Los Canasteros

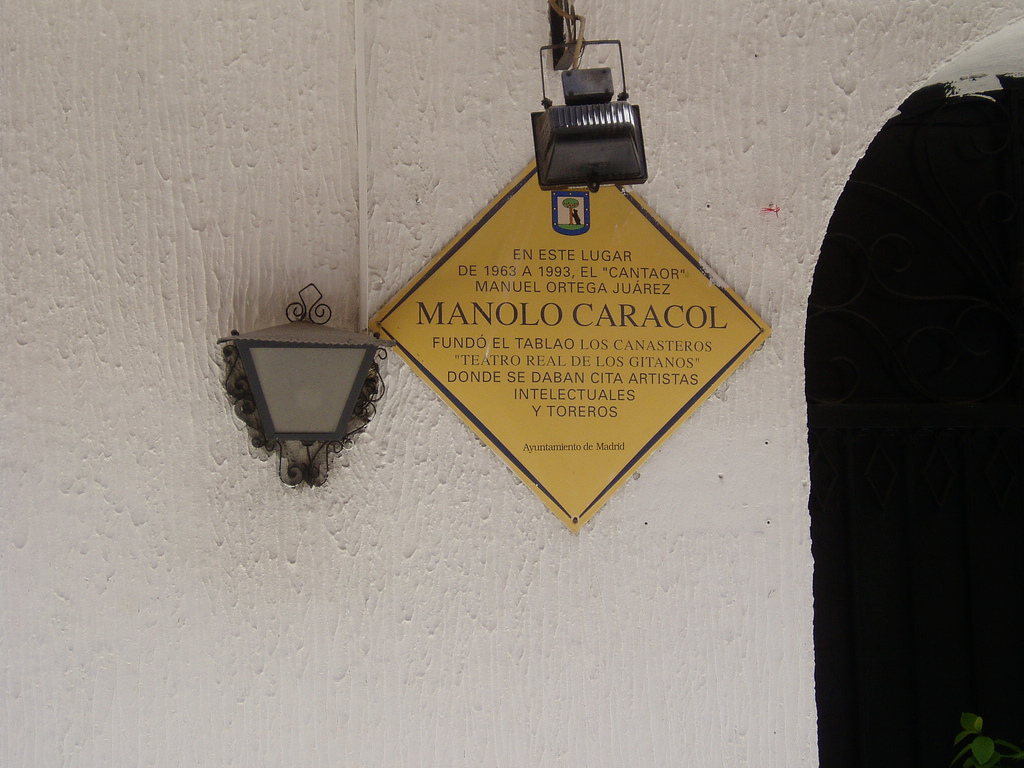
Placa en recuerdo del tablao Los Canasteros, en la calle Barbieri de Madrid.

El Tablao Los Canasteros fue un local de Madrid, en la calle de Barbieri n.º 10, en el que tuvieron lugar espectáculos flamencos. Fundado por Manolo Caracol en 1963, desapareció en 1993. Una placa municipal colocada en 2003 recuerda su existencia con estas palabras: «En este lugar de 1963 a 1993 el cantaor Manuel Ortega Juárez fundó el tablao Los Canasteros, “Teatro Real de los Gitanos”, donde se daban cita artistas, intelectuales y toreros».
Inaugurado el 1 de marzo de 1963, con un concierto del propio Manolo Caracol, acompañado del pianista Arturo Pavón, hijo del cantaor gitano Arturo Pavón, en Los Canasteros actuaron figuras del flamenco como Pepe Marchena, Pastora Imperio, Juanito Valderrama, Pepe Pinto o La Niña de los Peines. A estos populares nombres podrían añadirse de una interminable lista, los de figuras como Gabriela Ortega, Manolo Mairena, Curro Vélez, Carmen Casarrubios, Manuela La Caracola, La Polaca, Trini España, María Rosa Ruiz, La Perla de Cádiz, María Vargas, Juana Loreto, El Sordera, Gaspar de Utrera, Álvaro de la Isla, Bienvenido Maya, Bambino, Paco Cepero, Melchor de Marchena, María Albaicín, Rocío Jurado, Fernanda Romero, Porrina de Badajoz, Beni de Cádiz, Juan Quintero, Matilde Coral, El Farruco, Carmen Mora, La Paquera, Enrique Escudero, Serranito, La Tati, El Güito, Mario Maya, Manuela Carrasco, José Greco, La Tolea, La China, Vicente Soto Sordera, Juan Morao, Paco de Antequera, Las Grecas, Juan y Pepe Habichuela.
Muerto Caracol en un accidente de tráfico el 24 de febrero de 1973, precisamente cuando se desplazaba a Los Canasteros, el tablao permaneció cerrado durante cinco años y reinaugurado en 1979, sin embargo abierto hasta 1993.